# Варнавинський район
Варнавинський район (рос. Варнавинский район) — муніципальне утворення Нижньогородської області (Росія).
Адміністративний центр — смт Варнавино.

## Географія
Район розташований на півночі Нижньогородської області і межує на півночі - з Костромською областю, на заході - з Ковернінським районом і міським округом Семенівський, на сході - з Уренським і Ветлузьким районами, на півдні - з Краснобаківським районом. Площа району - 2523,36 км².
Варнавинский район розташований в лісовій зоні Ветлузького рівнинного тайгово-лісового краю (Північне Заволжя) Нижегородської області. Північне Заволжя відрізняється найхолоднішим і найвологішим кліматом. Зима триває близько 5 місяців. Середня температура січня становить -13 °C, морози досягають -40 °C, іноді до -48 °C. Тривалість вегетаційного періоду становить 163-170 днів. Навесні характерні заморозки. Безморозний період налічує 110-120 днів. Літо коротке і спекотне, починається зазвичай 5 - 10 червня і закінчується 15 - 25 серпня. Середня липнева температура повітря дорівнює + 18 °C. Опадів за рік випадає від 500-600 мм.

## Історія
Найдавнішими мешканцями  Варнавінского району були марійці.
У середині XV століття російський християнський священик Варнава з міста Великого Устюга оселився на Червоній горі біля річки Ветлуги, в межах середнього Поветлужжя. У цей час басейн річки був глухим краєм, населеним марійцями. З 1464 рокуа започатковано 300-літній періоду історії Варнавиного як Троїце-Варнавинської пустелі. Однак, за життя засновника, у другій половині XV століття припливу російських переселенців на Ветлугу не було. Перші російські поселенці в верхів'ях річки не могли жити без церковних цвинтарів, без християнських книг, без церковного богослужіння. Російські селяни боялися селитися тоді в цьому неспокійному краї, а московська влада, зайняті боротьбою з марійцями, Новгородом і В'яткою, не могли піти на будівництво тут монастиря. Але на початку XVI століття з Унжи, що входить до складу Галицького повіту, була спрямована група ченців і теслярів для будівництва чоловічого монастиря на Червоній горі. У 1764 року монастирський період в історії Варнавинської землі закінчився. Опинившись в числі малопотужних монастирів країни, указом Катерини II він був закритий.
У 1778 року монастирська слобода перетворена в місто Варнавин, повітове місто Подільської губернії . Після скасування кріпосного права і земської реформи 1864 року в повітах створювалися земства. На початку XX століття повітове місто Варнавин з населенням 1500 осіб мав за штатом всі повітові та міські органи влади.
Місто було центром торгової діяльності в повіті. Щорічно в Варнавин проводилися три великі ярмарки - Різдвяний, Троїцький, Михайлівський. Порівняно великими фабриками і заводами в повіті були деревно-картонна фабрика Бердникова, скловарний завод Базилевського, лісопильний завод Смецької. Заможні селяни мали млини, олійниці та інші промисли. В 1902 - 1904 роках повітовим земством відкриваються гімназії, чоловіче училище, школи, лікарні.
З 1922 року Варнавинський повіт увійшов до складу Нижньогородської губернії. З тих пір він тричі ліквідовувався і входив до складу Краснобаківського району. У 1964 році Варнавинський район став самостійним.

## Населення
Населення - 12 377 осіб. Демографічна ситуація в районі, як і в області в цілому, залишається несприятливою. Чисельність постійного населення району постійно зменшується. Природний спад населення частково компенсується міграційним приростом. Щільність населення - 5,1 осіб на км².
Національний склад: 98% - росіяни.
| 1939    | 1959    | 1970    | 1979    | 1989    | 2002    | 2003    |
| ------- | ------- | ------- | ------- | ------- | ------- | ------- |
| 26 883  | ↗27 908 | ↘18 522 | ↘15 655 | ↘15 130 | ↗15 867 | ↘12 850 |
| 2008    | 2009    | 2010    | 2011    | 2012    | 2013    | 2014    |
| ↗14 517 | ↘14 351 | ↘13 366 | ↘13 295 | ↘13 212 | ↘13 087 | ↘12 929 |
| 2015    | 2016    | 2017    |         |         |         |         |
| ↘12 723 | ↘12 501 | ↘12 377 |         |         |         |         |